# エレン・リプリー
エレン・リプリー（Ellen Ripley）は映画『エイリアン』シリーズに登場する架空の人物。シガニー・ウィーバーが演じた。初期の吹き替え版では「リプレー」とも呼ばれていた。

## 概要
シリーズを通しての主人公であり、ウィーバーの出世役として知られる。また、常人では太刀打ちできない強敵であるエイリアンを前にしても果敢に闘う勇姿から、『ターミネーター』でリンダ・ハミルトンが演じたサラ・コナーと並び、ハリウッド映画で闘うヒロイン像を確立したキャラクターとしても広く知られる。
なお、主人公としての描写は第1作『エイリアン』の終盤まで目立たず、明確に描かれるようになったのは第2作『エイリアン2』からである。しかし、第3作『エイリアン3』のラストで死亡するため、第4作『エイリアン4』では、前作までのリプリーのクローンとして登場することになる。

## 人物
2092年1月7日、月面コロニーのオリンピア生まれ。フルネームはエレン・ルイーズ・リプリー（Ellen Louise Ripley）。2111年6月24日、19歳の時に長女のアマンダ・リプリーを出産した。
娘のアマンダは後に男性のマクラーレンと結婚するが、子をもうけないまま2177年（『エイリアン2』の2年前）11月23日に67歳で老衰死しているため、リプリーの直系子孫は存在しない。なお、アマンダは『エイリアン』で宇宙貨物船「ノストロモ号」が行方不明になってから15年後（2137年）を描いたゲーム『エイリアン アイソレーション』に、母の消息を求める主人公として登場する。

## 劇中での活躍

### 『エイリアン』
2122年、巨大複合企業「ウェイランド・ユタニ社」に雇われ、ノストロモ号の二等航海士となった。その航海の途中に惑星「LV-426」から発信された電波を拾い、同惑星の調査を行う。その途中、仲間の船員がフェイスハガーに襲撃されてエイリアンに寄生されるが、ノストロモ号はそれに気づかず飛び去った。
その後、船員の身体を破って飛び出してきた1匹のエイリアンにより、リプリー以外の船員は皆殺しにされた。また、船員の中にはひそかにウェイランド・ユタニ社の密命を帯びて派遣されたアンドロイド（アッシュ）が混じっており、これが被害の拡大を助長させていた。エイリアンを撃退するためにノストロモ号を自爆させた後、脱出艇ナルキッソスに忍び込んでいたエイリアンを辛くも宇宙空間へ放逐し、ノストロモ号から連れてきていた猫のジョーンズと共にハイパースリープに入った。
本作では、正体不明のエイリアンに襲われるクルー全員のパニックを描いた群像劇となっており、最後の生き残りとなって船から脱出する終盤までは主人公らしい描写は少なく、出番も含めてやや控えめに描かれている。

### 『エイリアン2』
前作でリプリーが乗り込んだナルキッソスは、漂流中に地球の近くを通り過ぎてしまったことが原因で発見が遅れてしまい、救助されるまでに57年もの月日が流れてしまっていた。
体調が回復した後、ウェイランド・ユタニ社の査問会でノストロモ号爆破の職務責任を問われ、エイリアンの襲撃が原因であったと説明するが、それが聞き入れられることはなく精神に異常をきたしたと見なされ、航海士の免許を無期限停止にされる。その後はパワーローダーの2級免許を取得し、貨物船の物資搬入業務で生計を立てていたが、ノストロモ号での惨劇の悪夢に苦しむ。
そんな中、LV-426に移民している民間人が音信不通との連絡が入る。自らの悪夢と向き合うため、植民地海兵隊とともに軍艦「スラコ号」へ隊長顧問兼アドバイザーとして乗り込むと、悪夢の始まりの地であるLV-426へ旅立った。
一行の予想に反して状況は悪化し、無数に増殖していたエイリアンとの戦闘によって海兵隊の大半が死亡したため、救援のめども立たないまま施設に立てこもると、生き残っていた民間人の少女のニュート、海兵隊伍長のドウェイン・ヒックス、アンドロイドのビショップとともにスラコ号へ乗り込み、LV-426を脱出する。スラコ号に入り込んでいたエイリアン・クイーンをパワーローダーで宇宙空間へ放逐した後、地球へ帰還するために再びコールドスリープに入った。
本作では、エイリアンの大群に囲まれた海兵隊の面々が戦意を喪失しかけている中でも自らが率先して作戦を立て、ヒックスから「戦略家になれる」と評されるほどの頭のキレの良さを見せたほか、ビショップからも「人間にしてはやる」と評されている。また、劇中でチェストバスターに貫かれる悪夢を何度も観ているが、これは次作で正夢となる。

### 『エイリアン3』
2270年、地球を目指していたはずのスラコ号に謎の事故が発生し、その脱出艇は流刑惑星「フィオリーナ161」（通称「フューリー」）へ不時着してしまう。自らは無事だったものの、ニュートやヒックスは不時着の衝撃によって惨死していたうえ、ビショップは機能を停止してゴミ捨て場へ廃棄されていた。
その後、不時着の原因は脱出艇内にエイリアン・クイーンが生み落としていた卵から生まれたフェイスハガーによるものだったことが判明する。また、物語中盤にはエイリアンによって囚人たちが次々と虐殺されていく惨劇の中、自らはそれに寄生されていたことや次代のエイリアン・クイーンを産む母体として生かされていることが判明する。
一度は絶望するものの奮起させてくれた生き残りの囚人たちと協力し、エイリアンたちとの戦いを生き延びるが、最後は自らの体内のエイリアン・クイーンをウェイランド・ユタニ社に生物兵器として悪用されないよう、鉛の溶鉱炉へ飛び込んで自殺した。

### 『エイリアン4』
2470年、フューリーに残っていたリプリーの血液から、彼女のDNAクローンである「リプリー1号」から「リプリー8号」までの8体が、軍の実験宇宙船「オーリガ」にて誕生する。リプリーとエイリアンのDNAが融合したことからもリプリー8号の血液はエイリアンのそれと同様に強酸性であり、常人を凌駕する怪力や鋭敏な感覚といった超人的な身体能力を持っている。なお、後述するエイリアン・クイーンの方もリプリー8号と同様の理由により、最終的には人間に似た子宮を得て胎生となっている。
リプリー8号たちは、リプリーの血液からエイリアンを再生・繁殖させて軍事利用するための過程で生み出された存在でしかない。そのため、リプリー8号が駆けつけた時点でリプリー1号からリプリー6号まではすでに殺処分を経て標本となり、タンクに保存されていた。また、リプリー7号はリプリー8号の再生用検体として生命維持装置に拘束された状態で強制的に生かされ続けており、苦しみながらリプリー8号に「私を殺して」と懇願する。リプリー8号は了承し、火炎放射器でリプリー1号からリプリー7号までを焼却処分する。それと前後して再生されていたエイリアンたちはオーリガ内へ逃亡し、軍人や研究者たちを次々と虐殺していく。
その後、リプリー8号はエイリアンたちによって窮地に追い込まれていた宇宙貨物船「ベティ」のクルーたちを道中で助けつつ脱出へ奔走する中、エイリアン・クイーンから誕生した新種のエイリアンであるニューボーンと遭遇する。しかし、自らだけには母と認識して懐く一方で他の人間や同族は無差別に殺害するほどの凶暴性を危険視したうえ、このまま生かしてもいずれはリプリー1号からリプリー7号までと同じ道を辿ると悟り、断腸の思いで倒す。また、エイリアンの巣窟となったオーリガを地球へ激突させて完全破壊し、自らも地球へ辿り着いた。
リプリー8号はオリジナルのリプリーの記憶を若干残してはいるものの、彼女とは別人（別の存在）という自覚が強い。また、リプリー1号からリプリー7号までやニューボーンはリプリー8号にとって同族や息子に等しい存在であったため、各々の死を看取る際にも号泣しており、非人道的な研究を進めていたメイソン・レンに対して怒りを向けている。

### 『Aliens The Female War』
コミックと小説の『Aliens: Earth Hive』と『Aliens: Nightmare Asylum』からの続編であり、時系列的には『エイリアン2』と『エイリアン3』の間に位置する。
2195年、リプリーはLV-426でのニュートとの思い出を振り返りつつハイパースリープから目覚め（ニュートは眠ったまま）、ナルキッソスはスラコ号に到着する。植民地海兵隊のハンケルソンはノストロモ号の船員が見つけた宇宙船と化石化した宇宙人（スペース・ジョッキー）の調査のため、リプリーに海兵隊たちと一緒に再びLV-426へ行くよう任命する。LV-426での調査中にエイリアンに襲われながらも任務を終えたリプリーたちはエイリアンから地球を取り戻すため、海兵たちと共に地球へ向かう。
地球の軌道上に待機していたリプリーは、エイリアンの大群に支配された地球から脱出したヒックス似のウィルクス伍長と、コロニーの唯一の生存者であるビリーという女性と出会う。また、リプリーはニュート似のビリーに今は亡きアマンダの面影を重ね、彼女の写真を見て思い出に耽る。
リプリーはウィルクスやビリー、他の海兵隊たちと共に降下艇に乗り、エイリアンによって壊滅した地球へ降下する。ビリーと協力し、エイリアンにさらわれた生き残りの少女のエイミーを救出すると、大量の核爆弾の貯蔵場所へエイリアン・クイーンを誘い込んでエイリアンの大群を集め、核爆弾を爆発させて地球を脱出した。こうして赤茶色にまで荒廃した地球の未来は、将来の人類によるテラフォーミングに託され、リプリーは宇宙船内でビリーに「コールドスリープで再び地球へ帰る」と告げる。
なお、コミック『Aliens: Earth Angel』では1950年代に主人公のダニエル・リプリー博士が地球でエイリアン・クイーンと戦うが、彼はエレンの祖先という設定になっている。